# Medicina preventiva y salud pública

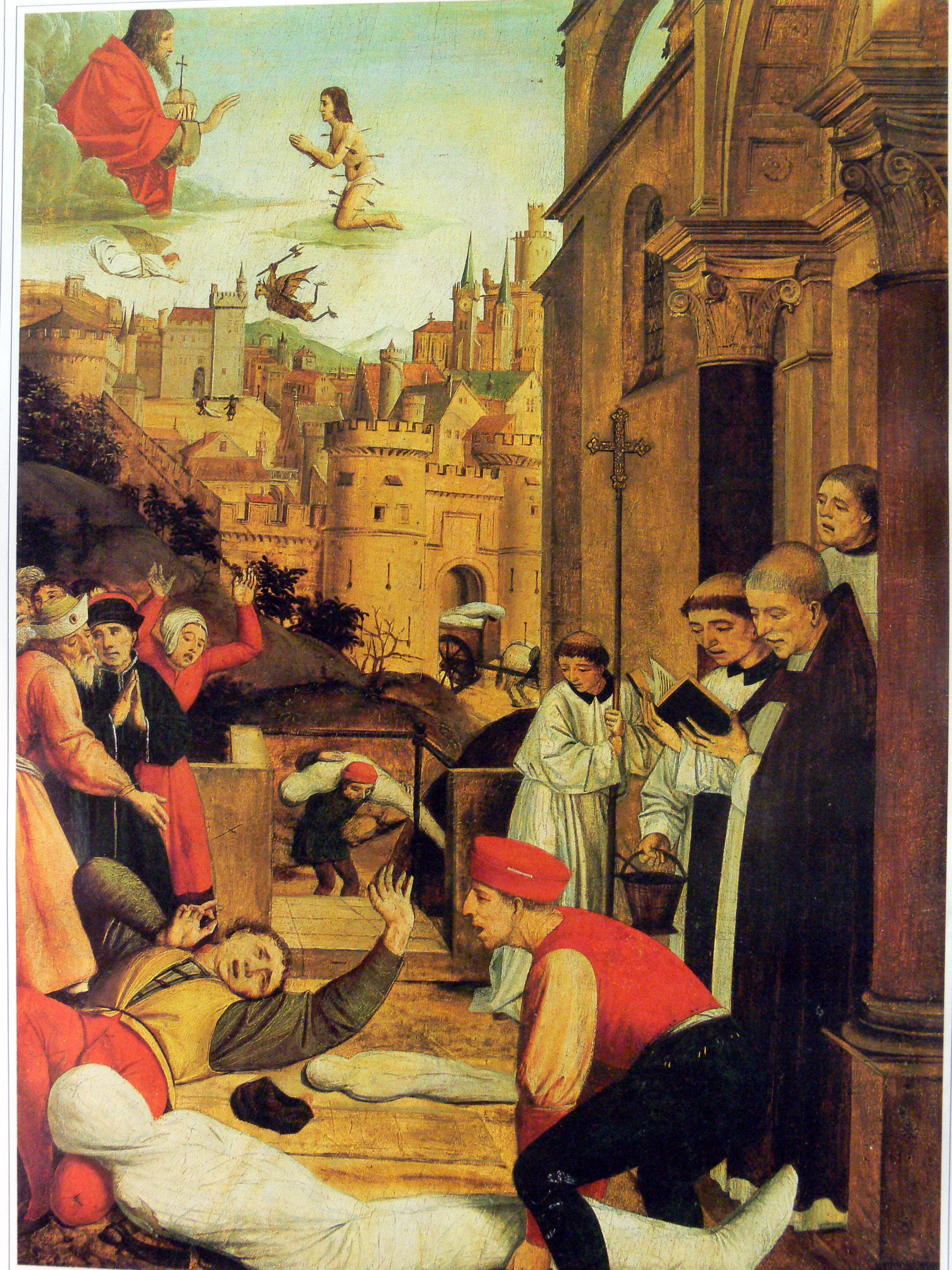
La existencia de plagas en la antigüedad, plantea la necesidad de gestionar la salud de la población.

La medicina preventiva y salud pública es la especialidad médica encargada de aplicar, fomentar e investigar actividades y políticas de promoción y protección de la salud; además de la vigilancia de la salud de la población, de la identificación de sus necesidades sanitarias y de la planificación, gestión y evaluación de los servicios sanitarios. Su objetivo es reducir la probabilidad de la aparición de la enfermedad, o impedir o controlar su progresión. Está constituida por cinco áreas profesionales específicas: la epidemiología, la administración sanitaria, la medicina preventiva, la salud ambiental, laboral, y la promoción de la salud.

## Campos de acción
La salud pública es la ciencia de proteger y promover la salud de las comunidades mediante la educación para la salud, la promoción de la salud y la prevención de enfermedades y lesiones, abarca un área más amplia que la medicina preventiva propiamente dicha, que se engloba dentro de las cinco áreas de esta especialidad médica.

### Administración sanitaria
La administración sanitaria es el área de conocimiento y acción que se ocupa de las formas de financiación, organización, gestión, funcionamiento y evaluación del sector sanitario, con el propósito de contribuir a mejorar la salud de las personas y poblaciones. Se desarrolla en los distintos niveles del sistema de salud y comprende las actividades relacionadas con la elaboración de planes de salud, la dirección y gestión asistencial, así como la evaluación de servicios y programas y la gestión de la calidad asistencial.

### Epidemiología
La epidemiología describe y explica la dinámica de la salud de las poblaciones, identifica los elementos que la componen, y comprende las fuerzas que la gobiernan, a fin de intervenir en el curso de su desarrollo natural. Para cumplir con su cometido la epidemiología investiga la distribución, frecuencia y determinantes de las condiciones de salud en las poblaciones humanas, así como las modalidades y el impacto de las respuestas socio-sanitarias instauradas para atenderlas. Incluye tanto la vigilancia de la salud como el control de brotes epidémicos y situaciones de emergencia sanitaria, el desarrollo de programas de investigación en salud pública y la elaboración de sistemas de información e indicadores.

### Medicina preventiva
La medicina preventiva es el área de la Salud Pública encargada de definir, promover, ejecutar, aplicar y evaluar aquellas actividades de prevención llevadas a cabo desde las instituciones asistenciales respecto a individuos colectivos o grupos de riesgo incluidos en el ámbito de actuación de dichas instituciones. En cambio, el concepto de medicina clínica preventiva comprende "todas las actividades preventivas de los servicios de salud pública que inciden sobre el individuo, tanto si se realizan sobre en una base individual como colectiva".

### Promoción de la salud
Se denomina Promoción de la Salud al proceso que posibilita que las personas aumenten el control y la mejora de su salud. Este proceso va más allá  de comportamientos individuales, ya que implica intervenciones sociales y ambientales. La promoción de la salud incluye el diseño y la gestión de políticas públicas saludables, el reforzamiento de la acción y la participación comunitaria, el desarrollo de la educación para la salud y la reorientación de los servicios sanitarios.
En 1986 se realiza en Ottawa, Canadá, la Primera Conferencia Internacional para la Promoción de la Salud, elaborándose un documento denominado La Carta de Ottawa para la Promoción de la Salud. En noviembre de 2016, se llevó adelante en Shanghái, la 9.ª Conferencia Mundial de Promoción de la Salud. Este evento fue organizado conjuntamente por la Organización Mundial de la Salud (OMS) y la Comisión Nacional de Salud y Planificación Familiar de la República Popular China. Durante la Conferencia se ha aprobado La Declaración de Shanghái sobre la Promoción de la Salud . 

### Salud ambiental y laboral
En salud ambiental y laboral incluye el desarrollo y evaluación de programas de protección de la salud frente a riesgos ambientales y laborales desde una perspectiva poblacional, destacando de manera especial los relacionados con la higiene y seguridad alimentaria.

## Formación de especialistas
La formación de especialistas en medicina preventiva y salud pública en España se realiza mediante el sistema de Médico Interno Residente (MIR), siendo esta reconocida, de acuerdo con la Directiva 2006/100/CE, del Consejo, de 20 de noviembre de 2006, en los 23 países de la Unión Europea en los que está presente esta especialidad médica.